# Karl Ganslandt
Karl Ganslandt (* 1. Mai 1859 in Fulda; † 22. April 1929 in Kassel) war ein deutscher Generalstaatsanwalt.

## Leben
Karl Ganslandt wurde als Sohn des Appellationsgerichtsrats Röttger Ganslandt (1812–1894) und dessen Ehefrau Rosalie Schneider geboren. Nach dem Abitur am Fridericianum Kassel und dem Studium der Rechtswissenschaften wurde er 1886 Gerichtsassessor und 1892 Staatsanwalt in Ratibor und in gleicher Funktion von 1893 bis 1905 in Kassel. 
Er wechselte als erster Staatsanwalt nach Königsberg (Preußen), blieb dort 4 Jahre lang im Amt und kam 1909 nach Kassel zurück, wo er die Leitung der Staatsanwaltschaft Kassel übernahm.  
Von 1913 bis 1924 war er Oberstaatsanwalt beim Oberlandesgericht Kassel und seit 1919 als Generalstaatsanwalt Vorgesetzter der Staatsanwaltschaften in Hanau, Kassel und Marburg (Bezirk des OLG Kassel). 
Zugleich war er von 1923 bis 1924 Präsident des Strafvollzugsamtes im Bezirk des OLG-Kassel.
Über Jahre war Ganslandt Justitiar des Hoftheaters Kassel.
Er engagierte sich politisch, wurde Mitglied der Deutschnationalen Volkspartei und war von 1924 deren Schatzmeister und Vorstandsmitglied. 

### Familie
Am 29. Januar 1890 heiratete er in Kassel Emma Nehus (1868–1952). Aus der Ehe sind die Kinder Otto (1891–1916, Lieutenant), Bertha (1896–1914) und Rosemarie (* 1900) hervorgegangen.  

### Auszeichnungen
- Roter-Adler-Orden IV. Klasse
- Königlicher Kronen-Orden (Preußen) III. Klasse